# McLaren MSO R
El McLaren MSO R Coupé y el McLaren MSO R Spider son las creaciones más recientes de la división McLaren Special Operation, el departamento de personalización del fabricante inglés, quien tomó dos modelos de producción en serie, son sumamente exclusivas.

## Diseño
Ambos bólidos fueron pintados con un tono Liquid Silver, a pesar de verse idénticos, en realidad no lo son, puesto que el ejemplar spider cuenta con terminado brillante, en tanto que el coupé luce acabado satinado. Los dos vehículos tienen múltiples detalles en color negro que los hace ver más atractivo.
MSO instaló algunos elementos aerodinámicos especiales, como un alerón trasero, fabricado con fibra de carbono. Este mismo material está presente en la fascia delantera, cubierta del motor, capota y el difusor posterior. Todas estas piezas fueron modificadas para hacerles cien por ciento funcionales.
Los emblemas MSO en distintas partes de la carrocería. El paquete se complementa con  rines de aleación de cinco radios, pintados de color negro y Delta Red en el splitter delantero y las taloneras.
Se ha tomado como base el McLaren 675LT. La carrocería está basada en fibra de carbono VCF y toma de aire en el techo (solamente en el coupe), splitter y difusor trasero.

## Interior
McLaren Special Operations aplicó su experiencia en el interior con detalles especiales como costuras negras en los asientos de cubo, mismos que fueron tapizados en rojo, con los logotipos de MSO bordados en los reposacabezas. El volante fue manufacturado con fibra de carbono y recubierto parcialmente con Alcántara, mismo material que encontramos en otras piezas del interior.
Se han integrado cuatro nuevos instrumentos de alta tecnología en el auto.

## Motor
McLaren MSO R Coupé y el McLaren MSO R Spider son impulsados por una versión revisada y optimizada del motor M838TL, un ejemplar V8 biturbo de 3.8 litros que desarrolla una potencia de 688 caballos de fuerza y 700 Nm de par motor. MSO también optimizó los sistemas electrónicos de ayuda a la conducción.
Uno de los detalles más sobresalientes de estos vehículos -además del hecho de ser únicos en ambos recibieron un sistema de escape de titanio, con salidas pulidas a mano.
Cuenta con 688 High Sport, lo que los hace más especiales.